# Йежи Сколимовски
Йѐжи Сколимо̀вски (на полски: Jerzy Skolimowski) е полски режисьор, актьор, поет и художник. 

## Биография
Роден на 5 май 1938 година в Лодз. През 1963 година завършва Държавното висше театрално и филмово училище в родния си град и започва да режисира. След забраната на негов филм от комунистическата цензура през 1967 година емигрира във Великобритания, където прекарва следващите две десетилетия. Сред най-известните му филми са „Старт“ („Le départ“, 1967), награден със Златна мечка на Берлинския кинофестивал, „Викът“ („The Shout“ (1978), получил голямата награда на журито на Фестивала в Кан, и „Moonlighting“ (1982), получил наградата за сценарий на Фестивала в Кан. От 90-те години се занимава главно с живопис. Носител на Ордена на възродена Полша.